# Chester (village, New York)
Ne doit pas être confondu avec Chester (comté d'Orange, New York).
Chester est un village du comté d'Orange, dans l'État de New York, aux États-Unis,. En 2010, il comptait une population de 3 969 habitants.

## Démographie
Lors du recensement de 2010, le village comptait une population de 3 969 habitants, tandis qu'elle est estimée en 2019 à 4 091 habitants.